# Galerudolphia ruwenzorica
Galerudolphia ruwenzorica là một loài bọ cánh cứng trong họ Chrysomelidae. Loài này được Bolz & Wagner miêu tả khoa học năm 2005.